# Ally McCoist
Alistair Murdoch „Ally” McCoist, MBE (pronunție în engleză [məˈkɔɪst]); n. 24 septembrie 1962, Bellshill⁠(d), Scoția, Regatul Unit) este un fotbalist britanic retras din activitate, care a jucat pe post de atacant la echipe ca Rangers, Kilmarnock și St. Johnstone. Pe plan internațional, are prezențe la națională pentru Scoția U19⁠(d), Scoția U21⁠(d) și Scoția. După încheierea carierei, a devenit antrenor, și a antrenat, printre altele, Rangers. Din 2010, este și comentator-expert la diferite posturi de televiziune din Marea Britanie între care ITV și TNT Sports, precum și la transmisiunile de pe platforma Amazon Prime Video.

## Trofee câștigate
Rangers
- Scottish Premier Division (10): 1986–87, 1988–89, 1989–90, 1990–91, 1991–92, 1992–93, 1993–94, 1994–95, 1995–96, 1996–97
- Scottish Cup: 1991–92[2]
- Scottish League Cup (9): 1983–84, 1984–85, 1986–87,[3] 1987–88,[4] 1988–89,[5] 1990–91,[6] 1992–93,[7] 1993–94, 1996–97

Individual
- Gheata de Aur (2): 1991–92, 1992–93
- Golgheter Cupa Campionilor: 1987–88
- Ballon d'Or: 1987 (Locul 21)[8]
- SFWA Footballer of the Year: 1991–92
- SPFA Players' Player of the Year: 1991–92
- BBC Scotland Sports Personality of the Year: 1992[9]
- Daily Record Golden Shot: 1991–92, 1992–93[10]
- Scotland national football team roll of honour: 1996